# Спахич, Амир
Амир Спахич (босн. Amir Spahić; род. 13 сентября 1983, Сараево) — боснийский футболист, полузащитник. В 2008 году был игроком московского «Торпедо». До 2013 года был игроком польского клуба «Шлёнск».

## Достижения
- Чемпион Польши: 2011/12